# Homolodromia paradoxa
Homolodromia paradoxa är en kräftdjursart som beskrevs av Alphonse Milne-Edwards 1880. Homolodromia paradoxa ingår i släktet Homolodromia och familjen Homolodromiidae. Inga underarter finns listade i Catalogue of Life.